# Snelling (Californie)
Pour les articles homonymes, voir Snelling.
Snelling est une census-designated place du comté de Merced, dans l'État de Californie, aux États-Unis,. En 2020, elle compte une population de 238 habitants.